# Olavarría
Olavarría é uma cidade da Argentina, localizada na província de Buenos Aires. Sua população é de 111.320 habitantes (2011).
Localiza-se aqui a maioria comunidade portuguesa na Argentina.

Localização de Olavarría (em marrom) dentro da província de Buenos Aires (em amarelo)